# Sei Gelugur
Sei Gelugur is een bestuurslaag in het regentschap Deli Serdang van de provincie Noord-Sumatra, Indonesië. Sei Gelugur telt 6006 inwoners (volkstelling 2010).